# 수사부반장 - 왕조현을 지켜라!
《수사부반장 - 왕조현을 지켜라!》는 MBC에서 2013년 11월 14일에 방영한 드라마 페스티벌 시즌 1의 일곱 번째 작품이다.

## 등장 인물

### 주요 인물
- 최우식 : 부중식 역
- 한보름 : 왕유미(왕조현) 역
- 김희정 : 중식의 어머니 역
- 정만식 : 김 계장 역
- 전노민 : 부중식의 아버지 역
- 강태오 : 남남철 역
- 황금별 : 영자언니 역